# Дюллен, Шарль
Шарль Дюллен (фр. Charles Dullin; 8 мая 1885, Йенн, Савойя — 11 декабря 1949, Париж) — французский актёр и театральный режиссёр.

## Жизнь и творчество
Шарль Дюллен учился в семинарии; затем, живя в Лионе, пробовал себя в различных профессиях — от приказчика до помощника судебного исполнителя. В 1905 году приехал в Париж, где поначалу выступал со стихотворными декламациями в небольшом театре «Проворный кролик», участвовал также в пьесах. В 1907 году молодой артист познакомился с Андре Антуаном и по его предложению перешёл в театр «Одеон». Дюллен многому научился у Антуана, который тогда был лучшим театральным режиссёром Франции.
В 1909 году Дюллен поступил в труппу «Театра искусств». Здесь в 1911 году он сыграл свою первую значительную роль — Смердякова в инсценировке «Братьев Карамазовых», сделанной Жаком Копо и Жаном Круэ, которую поставил режиссёр Андре Дюрек. В 1913 году Копо создаёт «Театр Старой Голубятни», и Дюллен играет в нём в «Братьях Карамазовых». Здесь он находит и другую замечательную свою роль — Гарпагона в мольеровском «Скупом», которую будет играть затем всю жизнь.
В 1919—1921 годах Дюллен играет в театре Гастона Бати, а в 1922 году открывает свой собственный театр «Ателье» (фр.), который возглавляет до 1940 года, передав затем в управление своему ученику Андре Барсаку. За время своей деятельности в «Ателье» Дюллен осуществил целый ряд первоклассных постановок, среди которых следует упомянуть:
- «Хотите вы играть со мной?» М. Ашара (1924)
- «Комедия счастья» Н. Евреинова (1926)
- «Вольпоне» Бена Джонсона (1928; 1944)
- «Птицы» Аристофана, в адаптации Б. Зимме́ра (фр., 1928)
- «Мюсс, или Школа лицемерия» Ж. Ромэна (1930)
- «Земля кругла» А. Салакру (1938; 1946)

В 1937 году Дюллена приглашают в театр «Комеди Франсез» для постановки там «Женитьбы Фигаро» Бомарше. Во время оккупации Парижа немцами он покинул свой театр «Ателье» и работал сперва в «Театре де Пари», затем в «Театре Сары Бернар», переименованном оккупантами в «Театр де ля Сите» («Городской театр»). Здесь режиссёр в 1943 году ставит экзистенциалистскую пьесу Ж.-П. Сартра «Мухи». Дюллен возглавляет «Театр де ля Сите» до 1947 года, после чего ставит в театре «Монпарнас» пьесу «Архипелаг Ленуар» А. Салакру, в которой сам сыграл роль Ленуара. В последние годы жизни актёр много гастролировал.